# 五の宮岳
五の宮岳（ごのみやたけ）は、秋田県鹿角市にある山である。五ノ宮嶽と表記される場合がある。
この山は錦木塚伝説に登場し、子どもを攫う大鷲の住み処であったとされる。

## 概要
標高1,115 m。山頂には「五の宮権現神社」がある。
山の南西にあるJR八幡平駅から登山路（登山口の標高は411 m）が設けられている。
西側山麓には、秋田県鹿角市遺跡詳細分布調査報告書記載の下鷲の巣遺跡・小豆沢館跡・堂の上遺跡（縄文、奈良・平安時代）などの遺跡がある。

## 伝承
だんぶり長者の娘、吉祥姫は京に上がり、継体天皇の寵愛を得て第五皇子の菟皇子を産む。しかし、故郷のだんぶり長者夫妻は亡くなって、家も衰退してしまう。これを悲しんだ吉祥姫は、だんぶり長者の故郷五の宮岳のふもと小豆沢に、長者らが信仰していた大日霊貴神を祀る神社を建設する。（大日霊貴神社）吉祥姫は自分が死んだらこの地に葬るように遺言して死亡する。後に元正天皇はこの由来を聞き、神社を修繕し大日堂を造った
菟皇子は五の宮皇子と呼ばれていた。母の吉祥姫が亡くなってから数年後、継体天皇も亡くなる。その後、五の宮皇子は諫言を受け、これを嫌った皇子は部下や乳母の薬師姫夫妻を伴って母の故郷に逃れることにした。この時つれていた安保、秋元、成田、奈良氏は鹿角の基礎を作ることになる。五の宮皇子は小豆沢の母の墳墓を弔い、「自分は東の山に登り修業をして、この身を終えるつもりだ。お前たちは、この地に住んで住民を愛撫せよ」と言い、東の山に消えて行った。このため、この山は五の宮岳と名付けられたという。
乳母の薬師姫夫妻は皇子を追いかけたが見失い、今の薬師神社の場所でツタに足を引っかけ激しく転び、目を打ってしまう。夫妻は「万人に代わって目を病むのだ」と言い落命し、石になったという。その後この地に薬師神社が作られた。薬師神社は、眼病者の信仰が強かったとされる。また、薬師神社より上は女人禁制であった。（『だんぶり長者』 八幡峡花 昭和15年）

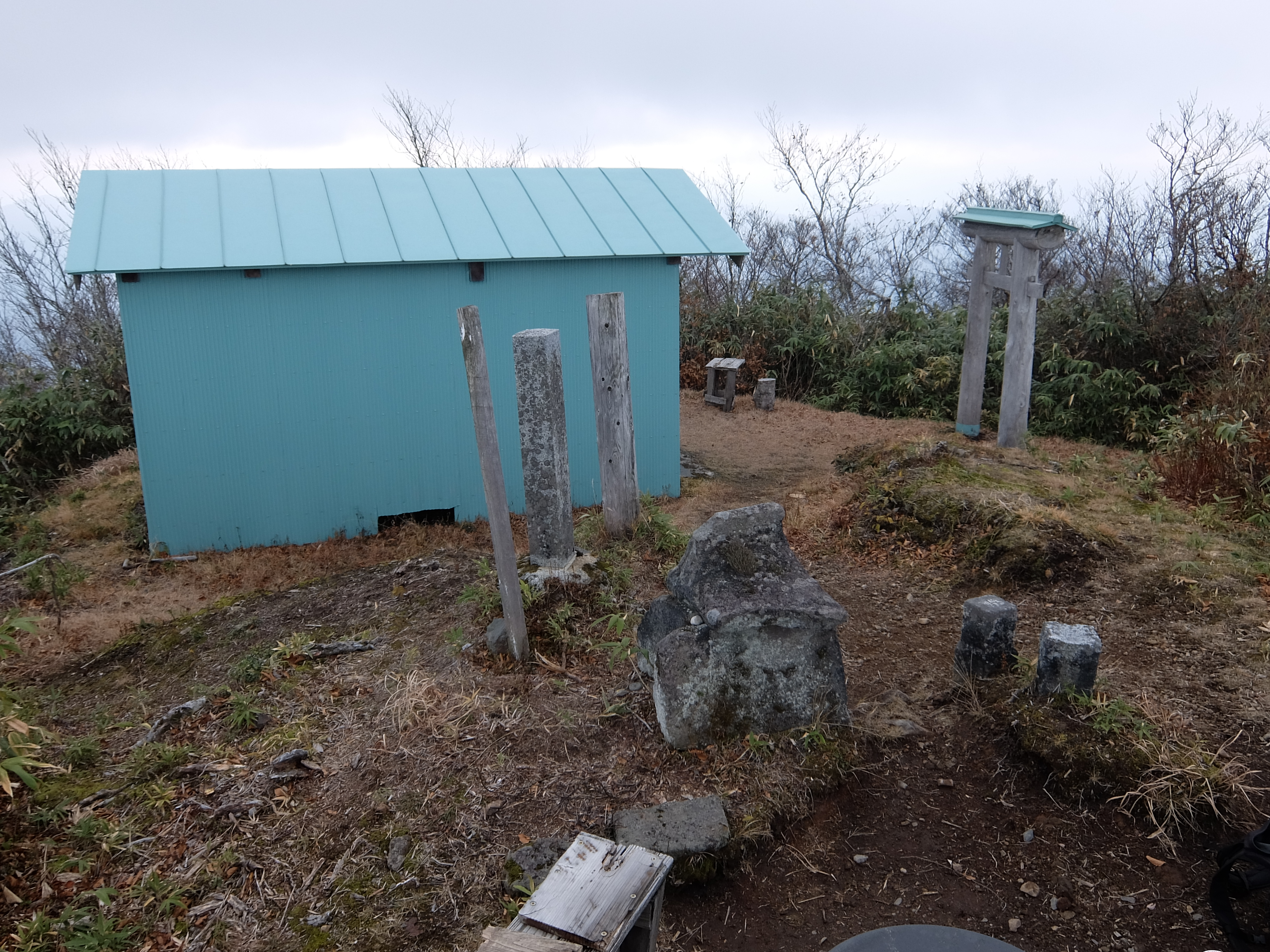
五の宮岳山頂

## 登山
駐車スペースがある萱野二ノ鳥居が三合目の登山出発点となっている。杉林の坂道との合流点が四合目の横道別れである。さらに坂道を上がると、わき水がある。これが薬師お神泉のわき水で、まもなく眺望のよい薬師神社に着く。ここはかつて一ノ宮とも呼ばれていた。六合目が追分
三ノ鳥居である。雑木林の中を登りマダノ木峠に至り、すぐ七合目の空ノ岱につく。ここは眺望が良く、五の宮岳の山頂が望まれる。さらに緩い尾根道を進むと、四ノ鳥居がある奥ノ萱野につく。さらに、眺望台を過ぎ、八合目の逆さ杉を越して急坂を登ると、小祠がある二ノ越神社に至る。ここからやせ尾根を進むとご神池がある九合目に至る。さらにひと登りすると山頂に至る。
山頂には二等三角点がある。山頂からは鹿角盆地が一望でき、皮投岳、八幡平、森吉山、中岳などの北奥羽の山々を一望できる。
ここからさらに皮投岳への縦走路が続いている。五の宮岳、皮投岳、三倉山(754.6 m)の尾根登山は「三嶽詣り」と呼ばれ、古くから山岳登山ルートとして崇拝され親しまれていた。

## 小豆沢のオジナオバナ
八幡平小豆沢地区に伝わる伝統行事で、江戸時代から行なわれていると考えられている。この行事は、春の終りの彼岸の日(春分の日から3日後)、五ノ宮嶽への中腹に鎮座する薬師神社から、南西方向に伸びる峰づたいに、平年は12か所、閏年は13か所に火を灯す。上の方から陰暦で1月、2月と数え、その月の火の燃え方で天候の善し悪しや作物の豊凶を占う。当日、藁や粟幹、豆幹などを背負って山へ行き、燃えやすいように準備し、彼岸団子を食べながら日暮れを待ち、合図によって一斉に火を付ける。この火の燃える間「オ爺ナ、オ婆ナ、明かりの宵に、だんご背負って、行っとらえ、行っとらえ」と唱えて先祖の霊を送る。カシビ（葡萄の皮を縒って松明状にしたもの）の明かりで足下を照らし、下山する時にも同様に唱える。

## 近くの山
- 皮投岳(1,122 m)